# Santa Maria la Nova (Nápoly)
A Santa Maria la Nova egy nápolyi templom.

## Története
A templomot 1279-ben kezdték el építeni a ferencesek, miután Anjou Károly a régi kolostoruk helyén építtette fel erődítményét a Castel Nuovo-t (más néven Maschio Angioino. Innen származik a Nova megnevezés is (nova olasz nyelven új-at jelent).  A 13. században épült templomot 1596-ban lebontották és helyére Giovanni Cola di Franco újat épített reneszánsz homlokzattal. Az egykori kolostorban ma városházi hivatalok működnek.

## Látnivalók
A templom belsőjét aranyozott fafaragású mennyezet díszíti (Luca Giordano alkotása) valamint számos 17. századi festmény és síremlék. Megtekintésre érdemes Giovanni da Nola, nápolyi festő reneszánsz oltára a negyedik kápolnában, valamint a főoltár, mely 1633-ból származik és Cosimo Fanzago alkotása. A bejárat melletti kápolnában két francia kapitány síremléke áll, akik a városért folyó osztrák-francia harcokban estek el 1528-ban.

## Külső hivatkozások
- Nápoly